# بوتین (مولکول)
بوتین (مولکول) (به انگلیسی: Butin (molecule)) با فرمول شیمیایی C۱۵H۱۲O۵ یک ترکیب شیمیایی با شناسه پاب‌کم ۹۲۷۷۵ است. که جرم مولی آن ۲۷۲٫۲۵ g/mol می‌باشد. 